# Bronwydd
Bronwydd est une communauté du Carmarthenshire, au pays de Galles.

## Géographie
La communauté de Bronwydd se compose du village de Bronwydd Arms et de quelques hameaux et fermes isolées. Elle est située à 5 km au nord de la ville de Carmarthen / Caerfyrddin, le chef-lieu du Carmarthenshire.
Bronwydd Arms est traversé par la Gwili (en), un affluent de la Towi. La rivière est longée par la Gwili Railway (en), un chemin de fer touristique avec trois arrêts dans la communauté de Bronwydd : Bronwydd Arms, Llwyfan Cerrig et Danycoed Halt, le terminus nord de la ligne.

## Démographie
Au recensement de 2011, la communauté de Bronwydd comptait 564 habitants.

## Culture locale et patrimoine
Le manoir de Cwmgwili (en) se trouve à quelques kilomètres au sud-est de Bronwydd Arms. Le bâtiment remonte peut-être à la fin du XVIe siècle, mais il a été substantiellement reconstruit et agrandi aux XVIIIe et XIXe siècles. Il constitue un monument classé de grade II* depuis 1966.